# Gasping
Gasping – są to westchnięcia wstrząsające całym ciałem, wykonywane z częstotliwością około 12 na minutę. Czas wystąpienia gaspingu u noworodków może być różny np. leki takie jak petydyna podawane matce mogą wydłużać czas trwania bezdechu pierwotnego, ale długość następującego potem gaspingu ulega wówczas skróceniu. 
Podczas trwania gaspingu krążenie sercowo-płucne pozostaje częściowo utrzymane, ale kiedy westchnienia gaspingowe nie spowodują upowietrznienia płuc - ustaną, ponieważ pogłębiająca się kwasica i hipoksja zakłócają neuroprzekaźnictwo i ostatecznie płód osiąga stadium bezdechu wtórnego.

## Źródła
1. Moore WMO, Davis JA. Response of the newborn rabbit to acute anoxia and variations due to narcotic agents. Br J Anaesth 1966
2. Adamsons K Jr, Behrman R, Dawes GS, et al. Resuscitation by positive pressure ventilation and Tris-hydroxymrthylaminomethane in rhesus monkeys asphyxiated at birth. J Pediatr 1964
3. Anna M. Resuscytacja noworodków. ERC GUIDELINES 2010 EDITION

Przeczytaj ostrzeżenie dotyczące informacji medycznych i pokrewnych zamieszczonych w Wikipedii.